# وامرزان
وامرزان روستایی در دهستان حومه بخش مرکزی شهرستان دامغان استان سمنان ایران است.

## جمعیت
بر پایه سرشماری عمومی نفوس و مسکن در سال ۱۳۹۵ جمعیت این روستا ۲۸۳ نفر (در ۹۲ خانوار) بوده است.